# Bahnhof Barth
Der Bahnhof Barth ist der Bahnhof der mecklenburg-vorpommerschen Stadt Barth. Er befindet sich an Streckenkilometer 30,29 der Darßbahn Velgast–Barth–Prerow und ist seit dem Fahrplanwechsel 2002/2003 Eigentum der Usedomer Bäderbahn GmbH (UBB), die auch den Verkehr auf der Strecke Velgast–Barth von der Deutschen Bahn übernommen hatte. Von 1895 bis 1969 führte auch die Strecke Stralsund–Barth–Damgarten, eine Meterspur-Strecke der Franzburger Kreisbahnen, über Barth, die ein eigenes Empfangsgebäude besaß. Darüber hinaus verkehrte noch eine dreischienige Hafenbahn zum Barther Hafen. Außerdem zweigte von der Darßbahn eine normalspurige Strecke zum Flugplatz Barth, dem Vorgänger des heutigen Flughafens Barth, ab. Bis auf den Streckenabschnitt Velgast–Barth der Darßbahn sind alle anderen Strecken und -abschnitte mittlerweile stillgelegt.

## Geschichte
Ohne Feierlichkeiten wurde die Nebenbahn Velgast–Barth am 1. Juli 1888 eröffnet. Am Streckenendpunkt hatten die Preußischen Staatseisenbahnen ein bescheidenes Bahnhofsgebäude mit angebautem Güterschuppen und einen frei stehenden Abort errichten lassen. Der nördliche Anbau wurde später für eine Gastwirtschaft erweitert.
Seit dem 5. Mai 1895 fuhren auch die Züge der meterspurigen Ost-West-Querverbindung nach Barth, die von den Franzburger Kreisbahnen gebaut worden war, von Stralsund bis Damgarten. Dabei wurde von Barth Richtung Damgarten auf einer 25 m langen Brücke das Velgaster Normalspurgleis überquert.
In Barth nahm die Betriebsleitung der Kreisbahnen ihren Sitz, und dort wurden die Betriebsmittel konzentriert. Von 1912 bis 1914 entstand eine Betriebswerkstatt und die Anschlussstellen wurden mit Hilfe einer dritten Schiene auch von den Schmalspurlokomotiven bedient.
Weitere Hochbauten entstanden: ein zweiständiger Lokomotivschuppen, ein Eisenbahnerwohnhaus, ein Triebwagenschuppen um 1930 und ein Gebäude für die Bahnmeisterei. Die Badeorte Prerow und Zingst konnten nur mit dem Dampfschiff erreicht werden und begehrten deshalb einen Bahnanschluss. Diesen erhielten sie durch die am 1. Dezember 1910 eröffnete Verlängerung der Strecke von Velgast bis zum Ostseebad Prerow. Dieser Abschnitt musste als Reparation an die UdSSR bis 1947 abgebaut werden. Seit dem 12. April 1966 wurde die wieder aufgebaute Strecke bis Bresewitz vor allem für den Schießübungsplatz Zingst betrieben. Darüber hinaus diente die Strecke auch zum Abstellen von Güterzügen. Abermals stillgelegt wurde die Strecke Mitte 1996.
Der Eisenbahnverkehr förderte die Wirtschaft in Barth, versorgte die Ostseebäder und brachte die Feriengäste auch in Sonderzügen nach Zingst und Prerow, nach 1945 nur noch bis Barth. Die Deutsche Reichsbahn entsprach diesem Bedarf mit bis zu zwei Schnellzugverbindungen bis Barth während der Badesaison und mitunter einem Schnellzugpaar im Winter. Täglich verkehrten neben dem Nahverkehr auch zwei Nahgüterzugpaare mit Wagen für die Anschlussgleise der Zuckerfabrik, des Hafens und der Bäuerlichen Handelsgenossenschaft.
Die Meterspurstrecke Stralsund Stadtwald – Barth wurde am 30. November 1968 stillgelegt. Nachdem die Strecke Hermannshof – Ribnitz-Damgarten Nord bereits Ende 1965 stillgelegt worden war, blieb noch der Verkehr von Barth bis Hermannshof, der am 3. Januar 1971 eingestellt wurde.
1967 war der Bahnhof Durchgangs- und Anschlussbahnhof, wenn auch nach Bresewitz fast nur Militärzüge, nach Velgast jedoch alle Zuggattungen fuhren. Barth war in dieser Zeit Endstation der Schmalspurzüge von Stralsund und von Damgarten.
1992 wurde die Lokeinsatzstelle geschlossen und 1996 der Halbrundschuppen sowie die Werkstatt abgerissen. Noch 1994 gab es auf dem Bahnhof Zugkreuzungen, mehrere Bahnsteige und es wurde rangiert.
Zum turnusgemäßen Fahrplanwechsel 2002/2003 am 15. Dezember 2002 schaltete die Deutsche Bahn AG (DB) die Oberleitung ab, die 2005 endgültig demontiert wurde. Zugleich übernahm die Usedomer Bäderbahn GmbH (UBB), eine Tochtergesellschaft der DB, die Betriebsführung auf der Strecke Velgast–Barth. In diesem Zusammenhang wurde auch der Bahnhof Barth vom Bahnhof zum Haltepunkt heruntergestuft und zum Teil erneuert. Die ehemals umfangreichen Gleisanlagen der normalspurigen Bahn wurden nur teilweise entfernt und bilden heute eine Industriebrache.

## Anlage

### Empfangsgebäude
Das bescheidene Empfangsgebäude mit angebautem Güterschuppen und einem frei stehenden Abort wurde durch die Preußischen Staatseisenbahnen errichtet. Der nördliche Anbau wurde später für eine Gastwirtschaft erweitert. Heute beherbergt das für heutige Verhältnisse recht stattliche Gebäude ein Reisezentrum der Usedomer Bäderbahn.

### Gleisanlagen
Vor dem Bahnhofsgebäude liegt das Gleis 1 mit dem Hausbahnsteig, am Gleis 2, welches heute überwachsen ist, war ein weiterer Bahnsteig angeschüttet. Es folgten ein Umfahrgleis und daneben das Gleis an der Ladestraße mit der Kopf- und Seitenrampe. Die 210 Meter lange Ladestraße erhielt später noch ein zweites Gleis. Weitere Gleise für den Güterverkehr lagen direkt am Güterschuppen und südlich am Empfangsgebäude. Heute existiert nur noch das Gleis am Hausbahnsteig, alle anderen Gleise sind inzwischen abgebaut bzw. bilden eine Industriebrache.

### Stellwerke
An das Bahnhofsgebäude war das Stellwerk Bhf  bzw. W 2 angebaut, das Sitz des Fahrdienstleiters war. Es ist in den 1950er-Jahren zum Stellwerk Bst (mechanisch, Bauform Jüdel) gegenüber dem Bahnbetriebswerk beziehungsweise der Einsatzstelle umgezogen und als B 1 bezeichnet worden.

### Schmalspurteil

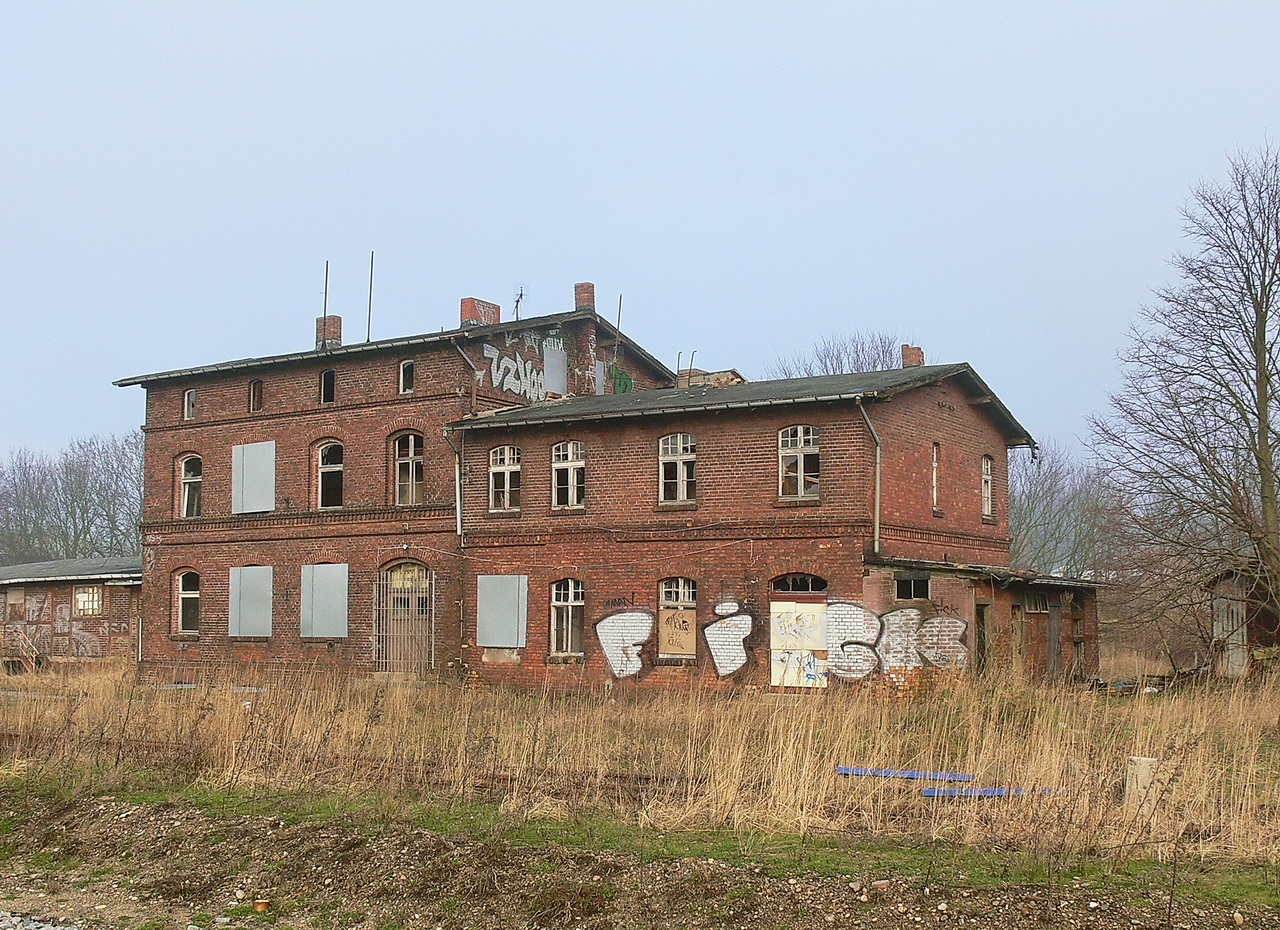
Empfangsgebäude der Schmalspurbahnen

Die Anlagen der Schmalspurbahnen lagen auf der Ostseite des Bahnhofs. Auch die Schmalspurbahnen erhielten ein für heutige Verhältnisse recht stattliches Empfangsgebäude, welches als einziges Überbleibsel der ehemaligen Franzburger Kreisbahnen in Barth noch heute existiert, sowie einen Lokschuppen.
Das ehemalige Empfangsgebäude sowie der Lokschuppen der Schmalspurbahnen stehen seit mehreren Jahren leer und machen einen sehr desolaten Eindruck. Im Zuge der geplanten Umgestaltung des Bahnhofs Barth sollen diese Gebäude abgerissen werden. Bisher ist dies aber aufgrund von Problemen mit dem Besitzer nicht erfolgt.

## Zugverkehr

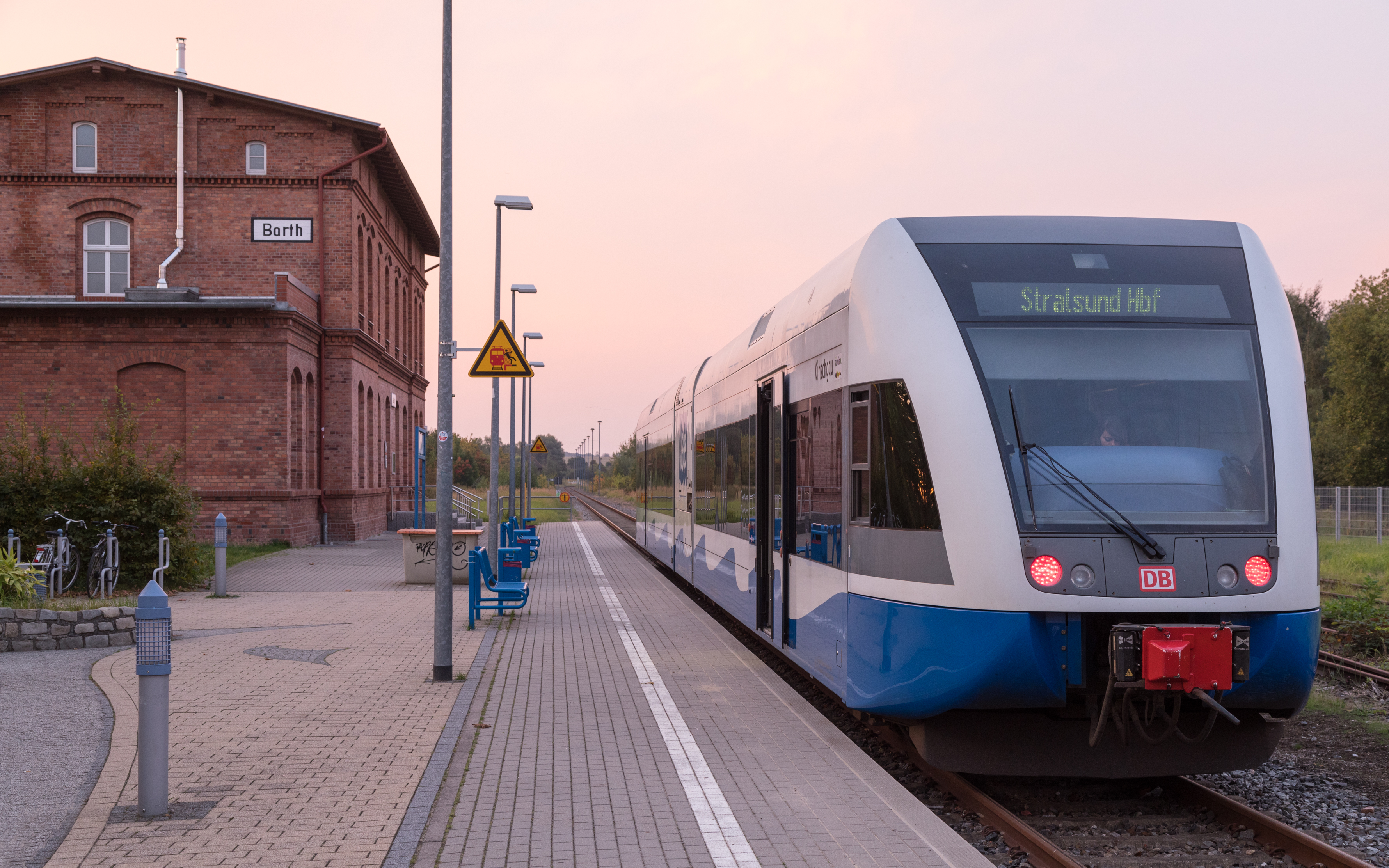
Bahnhof Barth mit morgendlichem GTW der Usedomer Bäderbahn

Der Bahnhof Barth wird in einem 80-/40-Minuten-Takt von Zügen zwischen Velgast und Barth bedient. Die Usedomer Bäderbahn setzte von 2002 bis 2020 Dieseltriebwagen des Typs Stadler GTW (DB-Baureihe 646) ein. Seit dem Fahrplanwechsel 2019/2020 wird die Strecke von der DB Regio AG Nordost betrieben.
| Linie | Linienverlauf                   | Takt (min) | EVU                 |
| ----- | ------------------------------- | ---------- | ------------------- |
| RB 25 | Velgast – Saatel – Kenz – Barth | 80/40      | DB Regio AG Nordost |

## Zukunft
Die Usedomer Bäderbahn bemüht sich um die Wiederinbetriebnahme der Strecke nach Prerow.